# Фейз
Фейз (на английски: Phase) е гръцка рок група, формирана в Лариса, Гърция чрез 2003 г. Базирана е във Великобритания. Основана е от Танос Григориу, който е концертирал и записвал с различни музиканти до формирането на окончателен състав през 2011 г., когато се присъединяват Дамянос Хараридис и Василис Лиапис. Дебютът им е с техния дигитален сингъл „Perdition“, който става част от компилацията „Playlist Seven“, която Microsoft промотира с пускането на Windows 7. Следват два пълни албума – „In Consequence“ и „The Wait“.

## Членове

### Настоящи
- Танос Григориу (2003–) – вокал, китара, бас китара, клавишни
- Дамянос Хараридис (2011–) – бас китара, китара, клавишни
- Василис Лиапис (2011–) – китара, клавишни
- Адам Шиндлер (2014–) – ударни

### Предишни
- основни членове
Мариос Папаконстас – (2011 – 2013) – ударни
- турне музиканти
Фардин Есфандиари – (2013-2018) – клавишни, беквокал, китара

## Дискография

### Албуми
- 2010 – „In Consequence“
- 2014 – „The Wait“

### Сингли
От албума In Consequence
- Pedition
- Static Live

От албума The Wait
- Amethyst
- Point of You